# Arnold Kent

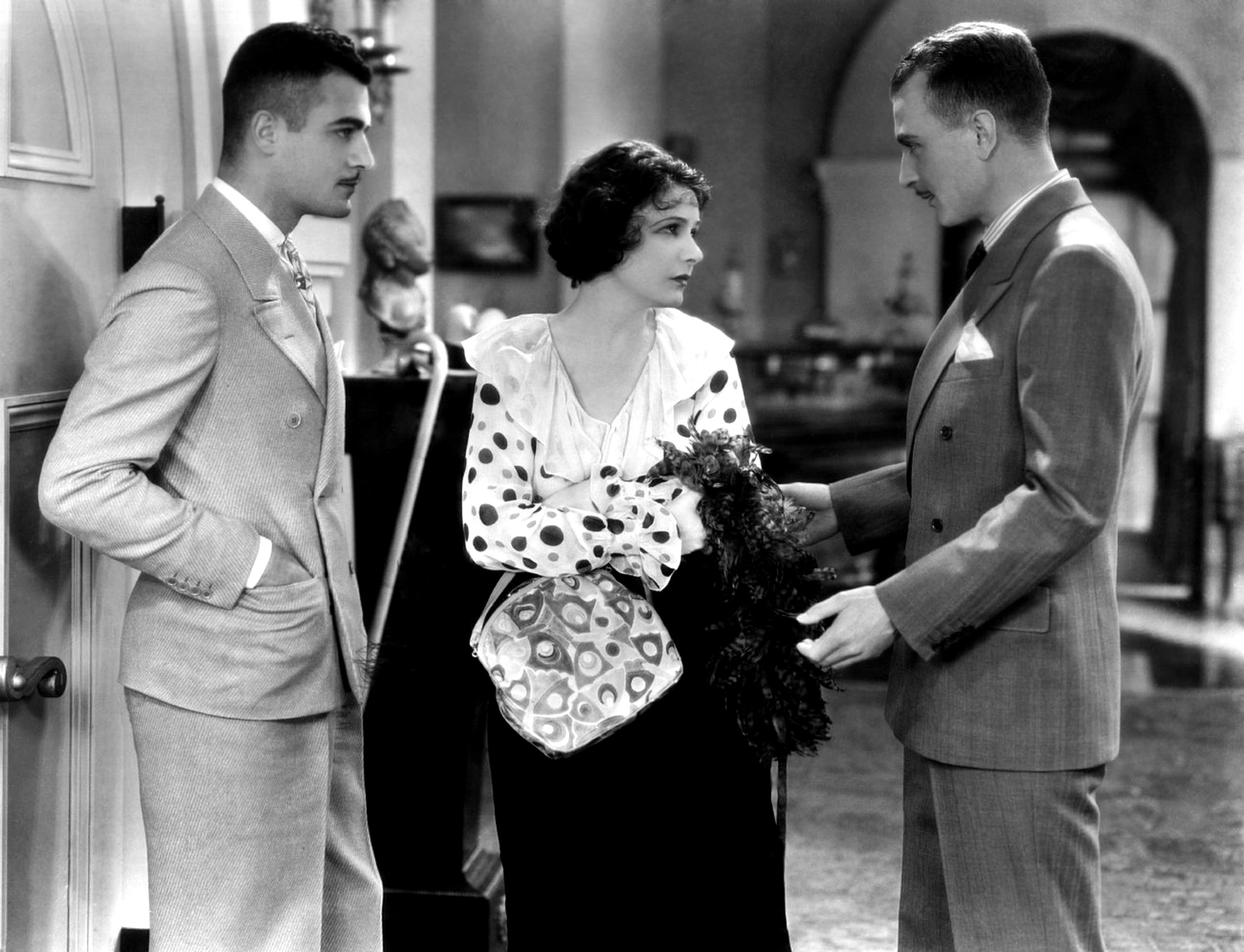
Arnold Kent (1928)

Arnold Kent (* 21. Januar 1899 in Florenz, Königreich Italien als Lido Manetti; † 29. September 1928 in Hollywood, Kalifornien, Vereinigte Staaten) war ein US-amerikanischer Schauspieler.

## Leben
Arnold Kent wurde 1899 in Florenz als Lido Manetti geboren. Ursprünglich aus der Provinz Florenz stammend, verlor er bald seinen Vater und musste sich finanziell um die Familie kümmern. Er studierte Ingenieurwissenschaften in Turin und zog später nach Rom mit der Absicht, in einem technischen Zweig eines Ministeriums Karriere zu machen.
In der Hauptstadt wurde er vom Filmregisseur Camillo De Riso entdeckt, der ihn bei der Produktionsfirma Caesar Film, für die er arbeitete, unter Vertrag nahm. 1917 hatte Kent in dem Film La principessa seinen ersten Auftritt.
Die Wirtschafts- und Produktionskrise, die die italienische Filmindustrie nach dem Ersten Weltkrieg erfasste, trieb zahlreiche Künstler und Arbeiter zur Abwanderung ins Ausland, darunter auch Manetti, der 1925 in die USA emigrierte. Nach einer anfänglichen Armutsphase in New York landete er bei Universal Pictures, die ihn für einige Filme unter Vertrag nahmen, ihn aber später wieder entließen. Da er von Universal abgelehnt wurde, wandte er sich an Paramount Pictures und nahm an einem Vorsprechen teil, das die Experten des amerikanischen Majors überzeugte. Nachdem er von Paramount engagiert worden war, nahm er das Pseudonym Arnold Kent an, um dem amerikanischen Publikum nicht zu fremd zu klingen, obwohl er in den italienischen Ausgaben der Filme, in denen er die Hauptrolle spielte, seinen richtigen Namen verwenden konnte. Er starb 1928 in Los Angeles nach einem Autounfall, kurz bevor er einen Film mit Mary Pickford drehen sollte.

## Filmografie
- 1917: La principessa
- 1917: Il processo Clémenceau
- 1917: Malia (Malìa)
- 1918: La passaggera
- 1918: P.L.M. ossia l’assassinio della Paris-Lyon-Mediterranée
- 1918: Una donna funesta
- 1918: Femmina – Femina
- 1918: Addio giovinezza!
- 1918: La fine di un vile
- 1919: Il bacio di Dorina
- 1919: La signora dalle rose
- 1919: La fiamma e la cenere
- 1919: L’inviolabile
- 1919: Il fantasma senza nome
- 1920: L’erma biffronte
- 1920: L’avvoltoio
- 1920: I due volti di Nunù
- 1920: Brividi
- 1920: Figuretta
- 1920: La borsa e la vita
- 1921: Amore rosso
- 1921: La preda
- 1921: La statua di carne
- 1921: Il richiamo
- 1921: Addio Musetto
- 1921: Primavera
- 1922: La maschera del male
- 1922: La rosa di Fortunio
- 1922: L’incognita
- 1922: La duchessa Mistero
- 1923: La locanda delle ombre
- 1923: La madre folle
- 1923: La casa degli scapoli
- 1923: Brinneso!
- 1923: Il paese della paura
- 1923: La leggenda delle Dolomiti
- 1923: Povere bimbe
- 1923: Fronda d’ulivo
- 1924: Quo Vadis?
- 1924: Grand Hôtel Paradis
- 1924: La via del dolore
- 1924: Il riscatto
- 1924: Saetta, principe per un giorno
- 1924: La preda
- 1925: La freccia nel cuore
- 1925: La via del peccato
- 1925: Mutter, verzeih mir (Il focolare spento)
- 1925: La casa dello scandalo
- 1925: Fra’ Diavolo
- 1925: La bocca chiusa
- 1926: Quello che non muore
- 1926: Menschenhändler (Maciste contro lo sceicco)
- 1926: The Love Thief
- 1926: L’ultimo lord
- 1927: Evening Clothes
- 1927: The World at Her Feet
- 1927: Hula
- 1927: Geständnisse einer Frau (The Woman on Trial)
- 1928: Der weiße Harem (Beau Sabreur)
- 1928: The Showdown
- 1928: Easy Come, Easy Go
- 1928: Die Stunde der Entscheidung (The Woman Disputed)